# Michel Talagrand

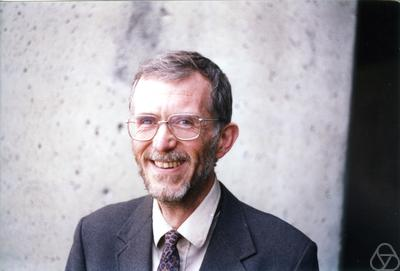
Michel Talagrand

Michel Pierre Talagrand (15 februari 1952) is een Frans wiskundige, vooral bekend van zijn werk op functionele analyse en kansrekening.

## Opleiding
Hij promoveerde in 1977 aan de Universiteit Pierre en Marie Curie bij Gustave Choquet op het proefschrift Mesures invariantes, compacts de fonctions mesurables et topologie faible des espaces de Banach.
Sinds 1985 is hij onderzoeksdirecteur bij het Centre national de la recherche scientifique te Parijs.

## Onderzoek
Michel Talagrand werkt aan kansberekening met minimale structuur. Hij heeft begrensde gaussiaanse processen volledig gekarakteriseerd in een algemeen kader en heeft nieuwe methoden ontwikkeld om stochastische processen te begrenzen.
Hij heeft nieuwe aspecten ontdekt van het isoperimetrisch fenomeen en van de concentratie van de maat van producttopologieën. Hij heeft daarbij ongelijkheden bewezen die gebruikmaken van nieuwe manieren om de afstand te bepalen van een punt tot een subensemble van een productruimte, genaamd de concentratie-ongelijkheden van Talagrand. Deze ongelijkheden tonen op een algemene wijze aan, dat een toevalsgrootheid die afhangt van veel onafhankelijke veranderlijken en niet te sterk afhangt van één ervan alleen kleine schommelingen vertoont. Zo hebben die ongelijkheden de oplossing mogelijk gemaakt van het essentiële klassieke vraagstuk van waarschijnlijkheden in Banachruimtes. Ze hebben de abstracte theorie van stochastische processen veranderd. Ze vinden toepassing in vraagstukken met toevalsgrootheden, bijvoorbeeld in de statistische mechanica van ongeordende middens, in de theoretische informatica en in de theorie van de toevalsmatrices.
Meer recent werkt Michel Talagrand aan modellen van het gemiddelde veld van spinglas. Hij verschaft de natuurkundigen die in dit gebied werken een wiskundige basis. Hij heeft voortgebouwd op het werk van Francesco Guerra en de geldigheid bewezen van de formule van Parisi.
Talagrand sprak op het Internationaal Wiskundecongres te Kyoto in 1990 over Some isoperimetric inequalities and their application.
Op het Internationaal Wiskundecongres te Berlijn in 1998 sprak hij over Huge Random Structures and Mean Field Model of Spin Glasses.
In 2012 sprak hij op het Europees Wiskundecongres te Krakau over Geometry of stochastic processes. Hij werkt aan een boek over kwantumveldentheorie.

## Onderscheidingen
- Prix Peccot-Vimont van het Collège de France, 1980
- Prix Servant van de Académie des sciences, 1985
- Loève-prijs voor kansrekening, 1995
- Prix Fermat voor wiskunde, 1997
- Correspondent van de Académie des sciences, 1997[4]
- Lid van de Académie des sciences, 2004
- Ridder in het Legioen van Eer, 2011
- Abelprijs, 2024

## Publicaties
- Pettis Integral and Measure Theory Memoirs, AMS 307 (1984)
- Probability in Banach Spaces met M. Ledoux, Springer-Verlag (1991)
- Spin glasses, a Challenge for Mathematicians, Springer-Verlag (2003)
- The Generic Chaining, Springer-Verlag (2005)

- Espaces de Banach faiblement K-analytiques, Annals of Math. 110 (1979) 407-438
- Regularity of Gaussian processes, Acta Math. 159 (1987) 99-149
- Some distributions that allow perfect packing, met W. Rhee, J. of A.C.M. 35 (1988) 564-578
- The Three Space Problem for L1, J. of Amer. Math. Soc. 3 (1989) 9-30
- Type, infratype and the Elton-Pajor theorem Invent. Math. 107 (1992 )41-59
- Sharper bounds for Gaussian and empirical processes, Ann. Probab. 22 (1994) 28-76
- Matching theorems and discrepency computations using majorizing measures, J. Amer. Math. Soc. 7 (1994) 455-537
- Concentration of measure and isoperimetric inequalities in product spaces, Publications I.H.E.S. 81 (1995) 73-205
- Sections of smooth convex bodies via majorizing measures, Acta. Math 175 (1995) 273-306
- The Parisi Formula, Annals of Math 2005